# Eduard Spranger
Eduard Spranger (Berlín, 27 de junio de 1882 - Tubinga, 17 de septiembre de 1963) fue un filósofo y psicólogo alemán.

## Trayectoria
Fue estudiante del filósofo, historiador, sociólogo y psicólogo Wilhelm Dilthey (1833-1911).
La contribución de Spranger a la teoría de la personalidad ―en su libro Tipos de hombres―
fueron sus «actitudes de valor»:
- La [actitud] teórica, cuyo interés dominante es el descubrimiento de la verdad. Una pasión por descubrir, sistematizar y analizar; una búsqueda del conocimiento.
- La económica, que está interesada en lo que es útil. Utilitaria, es una pasión por obtener un retorno de todas las inversiones que implican tiempo, dinero y recursos.
- La estética, cuyo mayor valor es la forma y la armonía. Se refiere a una pasión para experimentar impresiones del mundo y lograr la forma y la armonía en la vida; autorrealización.
- La social, cuyo valor más alto es el amor de las personas. Una pasión por invertir su tiempo y sus recursos en ayudar a otros a alcanzar su potencial.
- La política, cuyo interés es principalmente el poder. Individualista, es una pasión por alcanzar una posición y utilizar esa posición para afectar e influir en los demás.
- La religiosa, cuyo mayor valor es la unidad. Es tradicional; se trata de una pasión por buscar y perseguir el más alto sentido de la vida, de lo divino o lo ideal, y lograr un sistema para vivir. Este instrumento se ofrece a veces junto con la evaluación DISC.

## Obras
- 1905: Die Grundlagen der Geschichtswissenschaft. Eine erkenntnistheoretisch-psychologische Untersuchung
- 1909: Wilhelm von Humboldt und die Humanitätsidee
- 1919: Kultur und Erziehung. Gesammelte pädagogische Aufsätze
- 1921: Lebensformen. Geisteswissenschaftliche Psychologie und Ethik der Persönlichkeit
- 1924: Psychologie des Jugendalters
- 1932: Volk, Staat und Erziehung. Gesammelte Reden und Aufsätze
- 1933: Goethes Weltanschauung
- 1941: Schillers Geistesart, gespiegelt in seinen philosophischen Schriften und Gedichten
- 1947: Die Magie der Seele. Religionsphilosophische Vorspiele
- 1947: Pestalozzis Denkformen
- 1949: Goethes Weltanschauung. Reden und Aufsätze
- 1951: Zur Geschichte der deutschen Volksschule
- 1951: Aus Friedrich Fröbels Gedankenwelt
- 1951: Pädagogische Perspektiven. Beiträge zu Erziehungfragen der Gegenwart
- 1953: Kulturfragen der Gegenwart
- 1954: Gedanken zur Daseinsgestaltung (aus Vorträgen, Abhandlungen und Schriften
- 1958: Der geborene Erzieher
- 1962: Der Philosoph von Sanssouci
- 1962: Das Gesetz der ungewollten Nebenwirkungen in der Erziehung
- 1963: Menschenleben und Menschheitsfragen. Gesammelte Rundfunkreden